# 134081 Johnmarshall
134081 Johnmarshall este o planetă minoră (asteroid) din centura de asteroizi. A fost descoperită pe 9 decembrie 2004 la Catalina Station⁠(d) de Catalina Sky Survey. 
Obiectul prezintă o orbită caracterizată de o semiaxă mare de 3,0564601105848 UAi, o excentricitate de 0,08, o înclinație de 10,1 ° în raport cu ecliptica.